# Gerald Hörhan
 (février 2017).
Si vous disposez d'ouvrages ou d'articles de référence ou si vous connaissez des sites web de qualité traitant du thème abordé ici, merci de compléter l'article en donnant les références utiles à sa vérifiabilité et en les liant à la section « Notes et références ».
Gerald Hörhan, né le 28 octobre 1975 à Vienne, est un investisseur autrichien. 
Diplômé de mathématiques et statistiques à Harvard., il est connu sous le nom d'« Investment Punk ».

## Biographie
Il est devenu connu grâce à son premier livre Investment Punk, livre best-seller en Allemagne et en Autriche. Höhran est très souvent l'invité des plateaux de télévision allemande et autrichienne, dans lesquels il explique comment investir son argent et devenir multimillionnaire. Son image de rebelle et son savoir font de lui une personne atypique. Il est devenu millionnaire avant l'âge de 30 ans et possède plus de 200 biens immobiliers dans les plus grandes villes d'Allemagne mais aussi à Vienne en Autriche. 
Hörhan a suivi en 1997 le cursus « Phi Beta Kappa » et était en 1998 étudiant à Harvard, où il a étudié les mathématiques et les statistiques avant d'obtenir son diplôme avec mention très honorable.
Il a travaillé un an en tant que banquier d'affaires pour JPMorgan Chase & Co. à New York et comme consultant d'entreprises pour McKinsey & Co. à Francfort-sur-le-Main. Il a conseillé plusieurs entreprises, comme Goldentime lors de son entrée en bourse. Il a également dirigé l'entreprise internationale Pallas Capital à Vienne. Gerald Hörhan a également travaillé à Wall Street, où il a notamment réalisé une transaction totale d'un milliard d'euros.
Son livre Investment Punk l'a rendu célèbre au sein du public allemand et autrichien.
Depuis 2010, Hörhan apparaît sur différents plateaux de télévision en tant qu'invité : par exemple sur SWR, sur NDR/Radio Bremen ou encore sur ZDF avec Peter Hahne.
À partir de 2011, il enseigne à l'école de la finance, la Finanzschule avec Harald Psaridis.
Le 31 janvier 2013 lui a été consacré tout un reportage dans l'émission très populaire Galileo en Allemagne, sur le thème « Comment devenir riche malgré la crise ».
Il soigne son look de punk et son style provocateur, ce qui est très exceptionnel pour une personne avec un tel niveau de responsabilités et d'éducation. Höhran a créé également sa propre école « Investment Punk Academy » dans laquelle il enseigne aux membres comment devenir riche.

## Positions
Pour Hörhan, les classes moyennes sont les plus grands perdants du développement économique. Les salariés aux revenus moyens consomment à travers des dettes qui les entraînent à la ruine,,. Ce développement d'abord connu aux États-Unis a été suivi par l'Autriche et l'Allemagne. Cette tendance a conduit à la crise de 2007.
D'une façon très provocante, il explique sa conviction que les gens manquent de formation économique. Selon lui, les jeunes étudient l'histoire, la poésie et l'art et négligent la finance, ce qui les désavantage et qui ne leur permet pas d'atteindre l'indépendance financière : vivre de revenus passifs.

## Publications
- (avec Roland Mittendorfer) Was kommt nach dem Euro? (en français Qu'est-ce qui vient après l'euro ?), Ueberreuter, Wien/Frankfurt am Main 1998  (ISBN 3-7064-0438-9).
- Investment Punk, Warum ihr schuftet und wir reich werden (en français Pourquoi vous trimez et nous devenons riches), édition a, Vienne, 2010  (ISBN 3990010085).
- Europa stiehlt euch die Zukunft. Wie ihr euch wehrt (en français L'Europe vous vole votre futur. Comment vous vous défendez), édition a  (ISBN 978-3-99001-029-7).
- Null Bock Komplott, Warum immer die Weicheier Karriere machen und wie ihr es trotzdem schafft (en français Pourquoi les poules mouillées font carrière et comment vous réussirez), édition a  (ISBN 3990010581).